# Prigent VII de Coëtivy
Pour les autres membres de la famille, voir Famille de Coëtivy.
Prigent VII de Coëtivy (1399 - 20 juillet 1450 à Cherbourg) est un noble breton, qui met son épée au service de la couronne de France au XVe siècle, et connaît une carrière fulgurante grâce à son oncle : en effet, fils de Catherine du Chastel, il est le neveu de Tanneguy III du Chastel, homme de guerre breton également passé au service du roi de France, prévôt de Paris, grand favori du roi Charles VII.

## Famille
Prigent VII de Coëtivy (ou Prégent VII de Coëtivy) (1399 - 1er novembre 1450 au siège de Cherbourg), seigneur de Coëtivy, baron de Retz et seigneur de Machecoul (du chef de sa femme), époux en 1442 de Marie de Rais (vers 1433-1er novembre 1457), fille de Gilles de Rais. Il est le fils d'Alain III de Coëtivy (vers 1370-1425), commandant des troupes du connétable de Richemont, et de Catherine du Chastel, sœur de Tanguy III du Chastel. Décédé sans postérité.
Il est aussi le frère de :
- Alain IV de Coëtivy, abbé commendataire de l'abbaye Saint-Sauveur de Redon (1468-1474), évêque d’Uzès, puis d'Avignon et de Dol, avant de finir cardinal prêtre de Sainte-Praxède (dit le cardinal d'Avignon) ;
- Olivier de Coëtivy, principal héritier de Prigent, sénéchal de Guyenne.

## Biographie
En 1423, en compagnie de Tugdual de Kermoysan, il est assiégé pendant six mois dans le château de Montaiguillon par le comte anglais Salisbury et fait prisonnier par les Anglais en 1428 au combat de Yenville ; en 1431, il est capitaine du château de Rochefort et reprend en 1432 la place de Mervent.
Prigent VII de Coëtivy participe le 3 juin 1433 avec Jean de Bueil et Pierre de Brézé à la chute de Georges de la Trémoille. Georges de la Trémoille étant obèse, le coup de poignard qui lui est porté ne lui cause qu’une légère blessure. Fait chevalier en 1434, Coëtivy devient ensuite une des principales figures du Conseil royal, dominé alors par Charles IV du Maine.
En 1437, il se distingue lors du siège de Montereau et est nommé gouverneur de La Rochelle ; en 1439 il est nommé amiral de France et capitaine de Saintes. En 1439, Charles VII le nomme amiral de France. Il épouse en 1441 à Tiffauges Marie de Montmorency-Laval dite « Marie de Rais » (vers 1433-01/11/1457), baronne de Retz, dame de Machecoul et de Champtocé-sur-Loire (entre autres), fille de Gilles de Rais et de Catherine de Thouars, dont il n'a aucun enfant (une fois veuve, Marie de Rais épousera en secondes noces André de Montfort-Laval dit « André de Lohéac » dont elle n'aura pas d'enfant).
Coëtivy, comblé par le roi, reçoit les terres d’hommes tombés en disgrâce : le château de Taillebourg en 1442, et recouvre à l'issue d'interminables procédures les châteaux, seigneuries et châtellenies de Champtocé-sur-Loire et Ingrandes, ayant appartenu à Gilles de Rais avant sa chute en 1443, biens confisqués qu'il reçoit après avoir épousé sa fille Marie de Rais, baronne de Retz. À la suite de son mariage, il modifie ses armoiries, écartelant Coëtivy de Retz aux quartiers d'honneur.
Au sommet de sa réussite, le seigneur de Retz, de Coëtivy (Retz devant Coëtivy, comme grande seigneurie), Taillebourg, Champtocé, en plus de sa qualité d'amiral de France, est conseiller et chambellan du roi, gouverneur et capitaine de La Rochelle, capitaine de Rochefort, de Talmont sur Gironde et, depuis 1446, du pont de Saintes.
Après s'être distingué lors du siège du Mans en 1447, Prigent de Coëtivy est tué d'une décharge de couleuvrine le 20 juillet 1450 au siège de Cherbourg, sans postérité. Il est resté comme l'un des plus grands bibliophiles de son temps, et c'est lui qui a fait compiler le Cartulaire des seigneurs de Retz.

## Armes
| Blason | Blasonnement : Fascé d'or et de sable. |